# Arve (Tasmanie)
Pour les articles homonymes, voir Arve.
L'Arve est une rivière de Tasmanie (Australie). Elle provient des Hartz Mountains et passe près de Huonville.